# Daniel Woodrell
Daniel Woodrell (ur. 4 marca 1953 w Springfield w stanie Missouri) – amerykański pisarz, autor kryminałów.
W wieku 17 lat porzucił szkołę i wstąpił do piechoty morskiej. Po odejściu ze służby ukończył studia licencjackie na University of Kansas i magisterskie na University of Iowa. W 1999 za swoją powieść Pomidorowa czerwień otrzymał nagrodę literacką PEN USA Award for Fiction. Jego powieści Woe to Live On i Winter's Bone doczekały się adaptacji filmowych (polskie tytuły filmów Przejażdżka z diabłem i Do szpiku kości).
Jest żonaty z pisarką Katie Estill. Para mieszka w West Plains w stanie Missouri.

## Powieści
Seria Rene Shade
1. Under The bright Lights (1986)
2. Muscle For The Wing (1988)
3. The Ones You Do (1992)

- Woe to Live On (1987)
- Give Us a Kiss: A Country Noir (1996; wyd.pol. 2009 Sprawa rodzinna)
- Tomato Red (1998; wyd.pol. 2009 Pomidorowa czerwień)
- The Death of Sweet Mister (2001; wyd.pol. 2009 Słodkie pożegnania)
- Winter's Bone (2006) (pol.: Do szpiku kości)
- The Maid's Version (2013)

## Zbiór opowiadań
- The Outlaw Album (2011)